# Bettmersee
Le Bettmersee ou lac de Bettmeralp est un lac de Suisse. Il est situé au-dessus de Bettmeralp. C'est un lac naturel agrandi artificiellement par une digue.